# Reichsfeuerwehrgesetz
Das Reichsfeuerwehrgesetz (eigentlich Gesetz über das Feuerlöschwesen) vom 23. November 1938 regelte die Einbindung der Feuerwehren in die Feuerschutzpolizei.
Es regelte die Organisation der Feuerwehren im Deutschen Reich (besonders unter dem Gesichtspunkt des Luftschutzes – ähnlich dem heutigen Zivilschutz). Mit der Durchführungsverordnung des Reichsministers des Innern vom 24. Oktober 1939 wurde den Ländern die Kompetenz für das Feuerwehrwesen entzogen.
Alle von Freiwilligen Feuerwehren gebildeten Vereine und Verbände wurden aufgelöst. Die Berufsfeuerwehren und Feuerwehrbeamte waren nun als Feuerschutzpolizei ein Teil der Polizei als staatliches Organ, die Freiwilligen Feuerwehren gehörten zur Hilfspolizei. Ab dem Jahr 1939 erhielten die Angehörigen der Feuerschutzpolizei (Berufsfeuerwehren, Feuerwehrbeamte und Sonderverbände/Regimenter) grüne Polizeiuniformen. Bei den Freiwilligen Feuerwehren wurden weiterhin die blauen Uniformen getragen.
Auf Grundlage dieses Gesetzes wurden die Feuerwehrfahrzeuge in grüner Farbe lackiert und mit Blaulicht ausgerüstet. Die einheitlichen Storzkupplungen sowie die zentrale Alarmierung über Sirenen sind diesem Gesetz zuzuschreiben. 